# ایستگاه راه‌آهن بلاروسکی
ایستگاه راه‌آهن بلاروسکی (روسی: Белору́сский вокза́л) یا ایستگاه اسمولنسکایا یک ایستگاه راه‌آهن در مسکو، روسیه است.
این ایستگاه که در سال ۱۸۷۰ تأسیس شده یکی از ۹ ایستگاه راه‌آهن در شهر مسکو است.

## مقصدهای بین‌المللی
- مینسک
- ویلنیوس
- ورشو
- پراگ
- برست
- گومل
- وین
- اینسبروک
- خپ
- نیس
- پاریس
- برلین
- فرانکفورت
- هانوفر
- مانهایم
- بازل

## نگارخانه

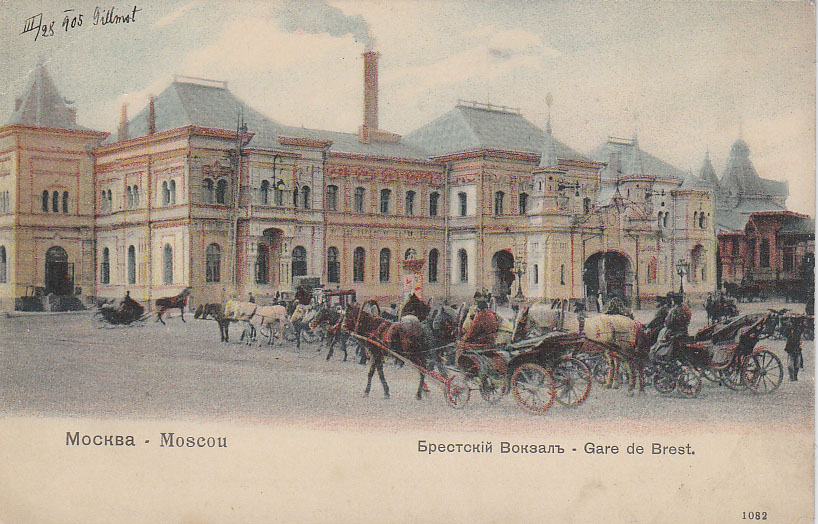
Historical view of the station (1905)
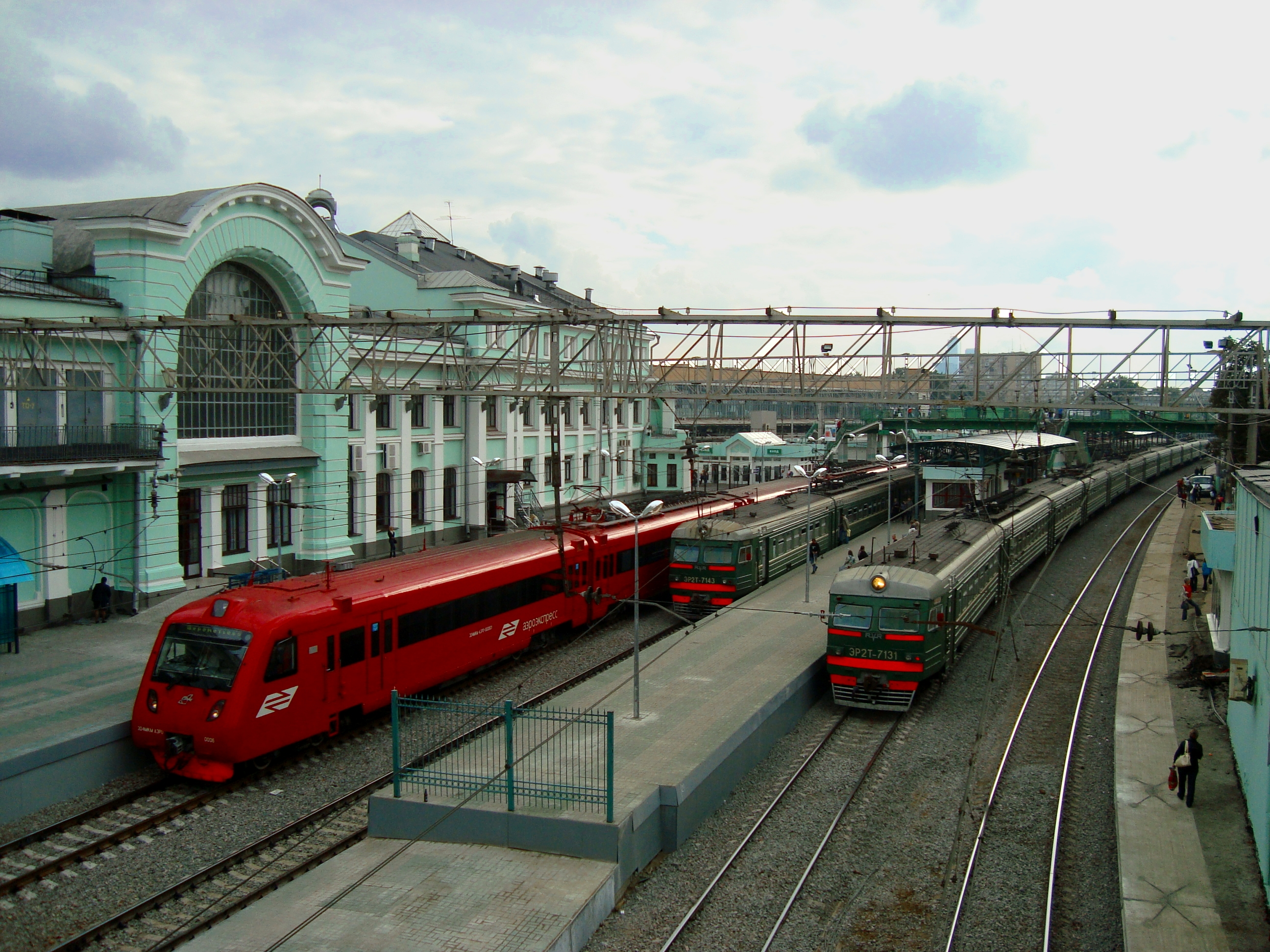
Suburban trains and aeroexpress in Belorussky station